# Lombard (Illinois)
Lombard é uma vila localizada no estado americano de Illinois, no Condado de DuPage. A vila foi fundada em século XIX.

## Demografia
Segundo o censo americano de 2000, a sua população era de 42.322 habitantes.
Em 2006, foi estimada uma população de 42.792, um aumento de 470 (1.1%).

## Geografia
De acordo com o United States Census Bureau tem uma área de
25,1 km², dos quais 25,1 km² cobertos por terra e 0,0 km² cobertos por água. Lombard localiza-se a aproximadamente 223 m acima do nível do mar.

## Localidades na vizinhança
O diagrama seguinte representa as localidades num raio de 8 km ao redor de Lombard.